# Clara (Irland)
Clara (irisch Clóirtheach) ist eine Kleinstadt am Fluss Brosna im County Offaly und die zehntgrößte Stadt in den Midlands von Irland. Bei der Volkszählung 2022 hatte die Stadt 3403 Einwohner.

## Geografie
Clara liegt im Norden der County Offaly, nahe der Grenze zur County Westmeath, an der Regionalstraße R420 etwa 12 km nordwestlich von Tullamore. Die Stadt liegt auf einer Ebene, Clóirtheach bedeutet Ebene oder ebener Platz, und ist ein städtisches Zentrum, das von einer Reihe von Dörfern umgeben ist. Die Stadt ist durch die Brosna mit dem Fluss Shannon verbunden. Die früheste bekannte Karte von Clara stammt aus dem Ordnance Survey von 1838.

## Infrastruktur
Clara verfügt über Kirchen, Banken, eine Kreditgenossenschaft, Schulen, Supermärkte, Geschäfte, Werkstätten, Pubs, Nachtclubs und Restaurants sowie eine eigene Polizei- und Feuerwache. Das Midlands Regional Hospital befindet sich etwa elf Kilometer entfernt in Tullamore.

## Geschichte
Die heutige Stadt Clara wurde Mitte des 18. Jahrhunderts von Quäkern gegründet, jedoch gibt es Hinweise darauf, dass das Gebiet schon vorher bewohnt wurde. Die Lage an der Esker Riada, der alten Verbindungsstraße zwischen der Ost- und der Westküste Irlands, und die zahlreichen Ringforts in der Umgebung der Stadt deuten darauf hin, dass die frühe Siedlung ein Rastplatz für Reisende gewesen sein könnte.
Etwas außerhalb der Stadt, in Kilbride, zeugen die Überreste eines Klosters aus dem 12. Jahrhundert. Der Überlieferung nach wurde dieses Kloster von der heiligen Brigid von Kildare (um 525 n. Chr.) gegründet und ist durch eine alte Straße mit der von St. Colm Cille (St. Columba) gegründeten Durrow Abbey verbunden. Das ursprüngliche Kloster von St. Brigid, das kurz nach ihrem Ordensgelübde – ihrer ersten Stiftung – gegründet wurde, war aus Holz gebaut und bestand aus einer Reihe von Gebäuden, die eine zentrale Kirche umgaben. Diese Gebäude wurden im 12. Jahrhundert durch Steinbauten ersetzt. Die ursprüngliche Gemeinde wurde nach der heiligen Brigid benannt: Kilbride (von Cill Bhride: die Kirche von Brigid). Die Ruinen einer alten Kirche befinden sich unweit des Klosters am Fuße eines Hügels (Chapel Hill) und könnten die ursprüngliche Pfarrkirche gewesen sein.

## Persönlichkeiten
- Bernard Cowen (1932–1984), Politiker
- Barry Cowen (* 1967), Politiker
- Shane Lowry (* 1987), Golfspieler